# Эльмурадов, Абубакар Алданович
Абубака́р Алда́нович Эльмура́дов (чечен. Эльмуради Алданин Абубакр; род. 1 июня 1975 года, с. Октябрьское, Шалинский район, ЧИАССР) — чеченский политический и военный деятель, руководитель общественно-политической организации «Нохчийн маршонан тоба» («Чеченский союз свободы»), заместитель председателя ГКД ЧРИ по связям с общественностью. Активный участник первой и второй российско-чеченских войн, во второй войне — командующий Северо-западным фронтом (2006—2007). Бригадный генерал (ЧРИ). Возглавляет остатки Исламского джамаата салафи. Организатор и руководитель неоднократных нападений на российских военных в Чечне.

## Биография

### Происхождение
Абубакар Эльмурадов родился	1 июня 1975 года в селе Октябрьское Шалинского района Чечено-Ингушская АССР. По национальности — чеченец.

### Российско-чеченские войны
В период первой и второй русско-чеченских войн Абубакар Эльмурадов принимал участие в военных действиях на стороне Чеченской Республики Ичкерия, был одним из активных участников движения сопротивления. Он воевал в составе Северо-западного фронта. После разгрома основных сил чеченского сопротивления во время второй войны он стал одним из приближенных президента Ичкерии Доку Умарова, с 2006 года возглавлял общее командование Северо-западного фронта после гибели своего предшественника Лечи Эскиева. Он непосредственно руководил нападениями на российских военнослужащих, включая нападение на село Серноводское 10 сентября 2003 года и расстрел российских военных в Грозном 21 сентября 2006 года. Имеет звание бригадного генерала ВС ЧРИ. Предположительно, в конце 2007 года он эмигрировал в Европу.

### Общественно-политическая деятельность
Живя в Европе, он поддерживал тесные отношения с ветеранами российско-чеченских войн, в том числе с Ахмедом Закаевым, которого часть чеченской диаспоры провозгласила председателем правительства Ичкерии за рубежом после упразднения Докку Умаровым Чеченской Республики Ичкерия. В 2021 году стал заместителем председателя отдела по связям с общественностью Госкомитета по де-оккупации Чеченской Республики Ичкерия. Кроме того, он учредил и возглавил общественно-политическую организацию «Нохчийн маршонан тоба» («Чеченский союз свободы»), насчитывающую 5000 участников. Также возглавляет остатки Исламского джамаат салафи, проживающие за рубежом.
В 2013 году в ряде СМИ появилась информация о конфликте между Эльмурадовым и Мовлади Удуговым, который с 2000-х годов проживает на территории Турции. Сообщалось, что Удугов обвинил Эльмурадова в подготовке покушения на него и обратился по этому поводу в турецкую полицию за помощью. Однако сам Удугов опроверг эту информацию, назвав ее недостоверной.

### Российское вторжение на Украину 2022
После начала российского вторжения на Украину в феврале 2022 года он принимал активное участие в формировании чеченских подразделений из числа представителей чеченской диаспоры в Европе и их последующей переброске на Украину для участия в боевых действиях против российской армии.